# Бруклинский книжный фестиваль
Бруклинский книжный фестиваль (англ. Brooklyn Book Festival) — ежегодный книжный фестиваль, который проводится в округе Бруклин Нью-Йорка. Впервые был проведён в 2006 году президентом Бруклинского боро Марти Марковицем, сопродюсерами Лиз Кох и Кэролин Грир, которые хотели продемонстрировать "бруклинский голос" в литературе, поскольку в этом районе проживает множество авторов. Однако в последующие годы ярмарка расширила свой охват и приняла многих не бруклинских и международных писателей, в их числе Джоан Дидион, Деннис Лихейн, Джон Рид, Розанна Кэш, Салман Рушди, Карл Ове Кнаусгард и Дэйв Эггерс.
В 2009 году посещаемость фестиваля достигла 30 000 человек. В этом же году Колледж Святого Франциска учредил литературную премию в размере 50 тысяч долларов США, вручаемую раз в два года, для поддержки писателей среднего возраста. Лауреат премии объявляется группой авторов во время Бруклинского книжного фестиваля каждые два года в сентябре.
Фестиваль включает в себя тематические чтения, круглые столы, продажи и автограф-сессии. В последние годы книжный фестиваль расширился, включив в себя Детский день и книжные стенды, литературно-тематические мероприятия, такие как книжные чтения, вечеринки, стендап-шоу и выступления в различных общественных местах Бруклина.